# Algarve Cup 2015
Navigation
Édition précédente Édition suivante
L'Algarve Cup 2015 est la vingt-deuxième édition de l'Algarve Cup, compétition internationale de football féminin qui se déroule chaque année en Algarve, au Portugal. Le tournoi a lieu du 4 mars au 11 mars 2015.

## Format
Les douze équipes invitées sont divisées en trois groupes.
Les deux meilleures équipes parmi celles qui vont terminer à la première place de leur poule accèdent à la finale pour le titre.

## Équipes
| - Suède, no 5 FIFA - Allemagne, no 1 FIFA - Brésil, no 8 FIFA - Chine, no 13 FIFA | - États-Unis, no 2 FIFA - Norvège, no 12 FIFA - Suisse, no 19 FIFA - Islande, no 20 FIFA | - Danemark, no 16 FIFA - France, no 3 FIFA - Japon, no 4 FIFA - Portugal, no 42 FIFA |

 Le classement FIFA retenu est celui du 1er janvier 2015.

### Arbitres
Ci-dessous, la liste des treize arbitres retenues.
Arbitres
| - María Carvajal - Qin Liang - Jana Adámková - Stéphanie Frappart - Carina Vitulano | - Cardella Samuels - Lucila Montes - Ri Hyang-ok - Cristina Dorcioman | - Abirami Naidu - Esther Staubli - Claudia Rodriguez - Gladys Lengwe |

Arbitres assistants
| - Sarah Ho - Ella De Vries - Janette Arcanjo - Loreto Cravero - Cuo Yongmei - Liang Jianping - Sanja Karšić - Lucie Ratajová - Manuela Nicolosi | - Chrysoula Kourompylia - Princess Brown - Stacy-Ann Greyson - Bernadettar Kwimbira - Enedina Gómez - Lixy Guerrero - Widiya Habibah Shamsuri - Hong Kum-nyo - Petruţa Iugulescu | - Kim Kyoung-min - Yolanda Rodríguez - Belinda Brem - Susanne Küng - Aywa Dzodope - Natalia Rachynska - Luciana Mascaraña - Mariana Odone |

## Groupes
Les groupes ont été annoncés le 18 décembre 2014,.

### Groupe A
| Équipes   | Pts | J | G | N | P | Bp | Bc | Diff |
| --------- | --- | - | - | - | - | -- | -- | ---- |
| Suède     | 6   | 3 | 2 | 0 | 1 | 7  | 4  | +3   |
| Allemagne | 6   | 3 | 2 | 0 | 1 | 7  | 5  | +2   |
| Brésil    | 4   | 3 | 1 | 1 | 1 | 3  | 3  | 0    |
| Chine     | 1   | 3 | 0 | 1 | 2 | 0  | 5  | -5   |

     Équipe qualifiée ou victorieuse; Pts = points; J = joués; G = gagnés; N = nuls; P = perdus;

Bp = buts pour; Bc = buts contre; Diff = différence de buts
| Date        | Lieu                                          | Équipe 1  | Résultat | Équipe 2  |
| ----------- | --------------------------------------------- | --------- | -------- | --------- |
| 4 mars 2015 | Estádio Municipal, Albufeira                  | Brésil    | 0 – 0    | Chine     |
| 4 mars 2015 | Estádio Municipal, Vila Real de Santo António | Allemagne | 2 – 4    | Suède     |
| 6 mars 2015 | Estádio Municipal, Vila Real de Santo António | Allemagne | 2 – 0    | Chine     |
| 6 mars 2015 | Estádio Municipal, Lagos                      | Suède     | 0 – 2    | Brésil    |
| 9 mars 2015 | Stadium Bela Vista, Parchal                   | Brésil    | 1 – 3    | Allemagne |
| 9 mars 2015 | Estádio Municipal, Vila Real de Santo António | Suède     | 3 – 0    | Chine     |

La première journée a vu les Brésiliennes et Chinoises se neutraliser, et la grosse surprise est venue du second match de ce groupe. En effet, les Allemandes ont mené 2 à 0 au bout de six minutes, mais ont concédé 4 buts aux Suédoises, bien plus entreprenantes et qui n'ont pas baissé les bras. Les 1er et 3e buts sont de Caroline Seger (qui joue au PSG), et les 2e et 4e sont de Sofia Jakobsson (de Montpellier).
La deuxième journée s'est terminée par une victoire brésilienne sur les Suédoises, qui gâchent leur chance de participer à la finale et l'Allemagne, après leur très médiocre prestation du 1er tour, retrouver des couleurs face à des Chinoises bien faibles.
Lors de cette dernière journée de poules, le réalisme allemand a parlé, et les Brésiliennes, bien immobiles, en ont fait les frais. De leur côté, les suédoises ont tout fait pour se placer, mais le nul des États-Unis les condamne à jouer pour une place d'honneur. Leur faux pas lors de la seconde journée leur a été fatal ! Pour l'anecdote, les 3 buts suédois ont été marqués par des joueuses du Championnat de France de football féminin : Kosovare Asllani (du PSG), Lotta Schelin (de l'OL), et Sofia Jakobsson (de Montpellier).

### Groupe B
| Équipes    | Pts | J | G | N | P | Bp | Bc | Diff |
| ---------- | --- | - | - | - | - | -- | -- | ---- |
| États-Unis | 7   | 3 | 2 | 1 | 0 | 5  | 1  | +4   |
| Norvège    | 4   | 3 | 1 | 1 | 1 | 4  | 4  | 0    |
| Suisse     | 4   | 3 | 1 | 1 | 1 | 4  | 5  | -1   |
| Islande    | 1   | 3 | 0 | 1 | 2 | 0  | 3  | -3   |

     Équipe qualifiée ou victorieuse; Pts = points; J = joués; G = gagnés; N = nuls; P = perdus;

Bp = buts pour; Bc = buts contre; Diff = différence de buts
| Date        | Lieu                                          | Équipe 1   | Résultat | Équipe 2   |
| ----------- | --------------------------------------------- | ---------- | -------- | ---------- |
| 4 mars 2015 | Estádio Municipal, Lagos                      | Suisse     | 2 – 0    | Islande    |
| 4 mars 2015 | Estádio Municipal, Vila Real de Santo António | Norvège    | 1 – 2    | États-Unis |
| 6 mars 2015 | Estádio Municipal, Vila Real de Santo António | États-Unis | 3 – 0    | Suisse     |
| 6 mars 2015 | Estádio Municipal, Lagos                      | Islande    | 0 – 1    | Norvège    |
| 9 mars 2015 | Estádio Municipal, Lagos                      | États-Unis | 0 – 0    | Islande    |
| 9 mars 2015 | Estádio Municipal, Albufeira                  | Norvège    | 2 –2     | Suisse     |

Dans ce premier tour, les mieux classées ont gagné : les États-Unis face aux Norvégiennes, et les Suissesses face aux Islandaises.
Pour cette deuxième journée, les Américaines se sont bien sorties du piège suisse, avec une belle victoire. Quant aux Norvégiennes, elles ont aisément battu les Islandaises, avec une équipe de jeunes.
Pour cette dernière journée de poule, les Américaines ont joué avec leurs jeunes, afin de faire tourner dans l'objectif de la finale ! De là, leur nul face à la plus faible équipe du tournoi ! Norvégiennes et Suissesses espéraient une victoire de l'Islande, ce qui aurait permis à l'équipe victorieuse de se qualifier. À ce jeu, elles se sont neutralisées par un nul qui ne leur apporte que des matches de classement !

### Groupe C
| Équipes  | Pts | J | G | N | P | Bp | Bc | Diff |
| -------- | --- | - | - | - | - | -- | -- | ---- |
| France   | 9   | 3 | 3 | 0 | 0 | 8  | 2  | +6   |
| Danemark | 4   | 3 | 1 | 1 | 1 | 5  | 7  | -2   |
| Japon    | 3   | 3 | 1 | 0 | 2 | 5  | 5  | 0    |
| Portugal | 1   | 3 | 0 | 1 | 2 | 2  | 6  | -4   |

     Équipe qualifiée ou victorieuse; Pts = points; J = joués; G = gagnés; N = nuls; P = perdus;

Bp = buts pour; Bc = buts contre; Diff = différence de buts
| Date        | Lieu                                          | Équipe 1 | Résultat | Équipe 2 |
| ----------- | --------------------------------------------- | -------- | -------- | -------- |
| 4 mars 2015 | Stadium Bela Vista, Parchal                   | Danemark | 2 – 1    | Japon    |
| 4 mars 2015 | Stadium Bela Vista, Parchal                   | Portugal | 0 – 1    | France   |
| 6 mars 2015 | Stadium Bela Vista, Parchal                   | Japon    | 3 – 0    | Portugal |
| 6 mars 2015 | Stadium Bela Vista, Parchal                   | France   | 4 – 1    | Danemark |
| 9 mars 2015 | Stadium Bela Vista, Parchal                   | Japon    | 1 – 3    | France   |
| 9 mars 2015 | Estádio Municipal, Vila Real de Santo António | Portugal | 2 – 2    | Danemark |

Dans ce groupe C, les Japonaises se sont fait surprendre par des Danoises engagées. De son côté, l'équipe de France, composée de beaucoup de jeunes pour ce premier match, explique le petit score de 1 - 0, victoire sur le premier but en sélection de Claire Lavogez pour sa première comme titulaire.
Dans leur deuxième match, arbitré par la tchèque Jana Adámková, les Françaises n'ont pas fait de détail face à des danoises méconnaissables : 4 - 1, par 4 buteuses différentes : Eugénie Le Sommer (1e, passe de Thiney) ; Camille Abily (6e, passe de Le Sommer) ; Kenza Dali (13e, passe de Laure Boulleau) et Claire Lavogez (43e, passe de Jessica Houara-d'Hommeaux). Les Danoises sauvent l'honneur à la 73e par Sanne Troelsgaard, par un superbe lob de 30 mètres. Les Portugaises, quant à elles, n'iront pas au bout de leur tournoi, par cette seconde défaite face à des Japonaises retrouvées.
Dans cette dernière journée, la France a tenu son rang face à des Japonaises qu'elles ont parfaitement contrôlées. Et elles se qualifient pour leur première finale dans ce tournoi. Quant au match entre les Danoises et les Portugaises, l'une voulait tenter de finir en tête si faux pas des Françaises, et l'autre voulait finir avec des points, et un match nul comme résultat !

## Matchs de classement

### Onzième place
| 11 mars 2015 | Chine                     | 3 - 3 (7 à 8 TaB) | Portugal                                             | Stadium Bela Vista, Parchal |  |
| 16:00        | Xu 3e · Wang 27e · Gu 70e | (2 - 2)           | 29e F. Rodrigues · 39e Luís · 89e D. Silva (penalty) |                             |  |

### Neuvième place
| 11 mars 2015 | Islande | 0 - 2   | Japon          | Estádio Municipal, Vila Real de Santo António |                           |
| 13:15        |         | (0 - 0) | 47e 60e Miyama | Arbitrage : Lucila Montes                     | Arbitrage : Lucila Montes |

### Septième place
| 11 mars 2015 | Suisse    | 1 - 4   | Brésil                                    | Estádio Municipal, Albufeira |  |
| 16:00        | Wälti 45e | (1 - 2) | 31e 77e Marta · 37e Daiane · 82e Andressa |                              |  |

### Cinquième place
| 11 mars 2015 | Danemark                 | 2 - 5   | Norvège                                               | Estádio Municipal, Albufeira |  |
| 19:00        | Mosegaard-Harder 60e 74e | (0 - 3) | 7e 34e 45e Gulbrandsen · 65e Dekkerhus · 71e Bjånesøy |                              |  |

### Troisième place
| 11 mars 2015 | Suède         | 1 - 2   | Allemagne            | Stadium Bela Vista, Parchal |                       |
| 13:00        | Jakobsson 63e | (0 - 1) | 3e Mittag · 52e Popp | Arbitrage : Qin Liang       | Arbitrage : Qin Liang |

### Finale
| 11 mars 2015 | France | 0 - 2   | États-Unis              | Estádio Municipal, Vila Real de Santo António                                 |                                                                               |
| 17:00        |        | (0 - 2) | 7e Johnston · 41e Press | Arbitrage : Cristina Dorcioman Assistantes : Petruţa Iugulescu Esther Staubli | Arbitrage : Cristina Dorcioman Assistantes : Petruţa Iugulescu Esther Staubli |

## Classement final
| Position | Nation     |
| -------- | ---------- |
| 1        | États-Unis |
| 2        | France     |
| 3        | Allemagne  |
| 4        | Suède      |
| 5        | Norvège    |
| 6        | Danemark   |
| 7        | Brésil     |
| 8        | Suisse     |
| 9        | Japon      |
| 10       | Islande    |
| 11       | Portugal   |
| 12       | Chine      |